# Europäischer Fernwanderweg E3
Der Europäische Fernwanderweg E3 ist Teil des europäischen Fernwanderwegnetzes und soll von der Iberischen Halbinsel zum Schwarzen Meer führen. Der bereits fertiggestellte Teil des Fernwanderweges durchquert Teile von Spanien, Frankreich, Belgien, Luxemburg, Deutschland, Tschechien, Polen, der Slowakei, Ungarn, Rumänien, Serbien und Bulgarien.

## Details
Der E3  beginnt im spanischen Santiago de Compostela und führt streckenweise über alte Jakobs-Pilgerwege nach Osten. In Deutschland ist er gelegentlich mit der Zusatzbezeichnung Atlantik – Ardennen – Böhmerwald versehen, da früher ein Verlauf vom Atlantik über die Ardennen zum Böhmerwald markiert war.

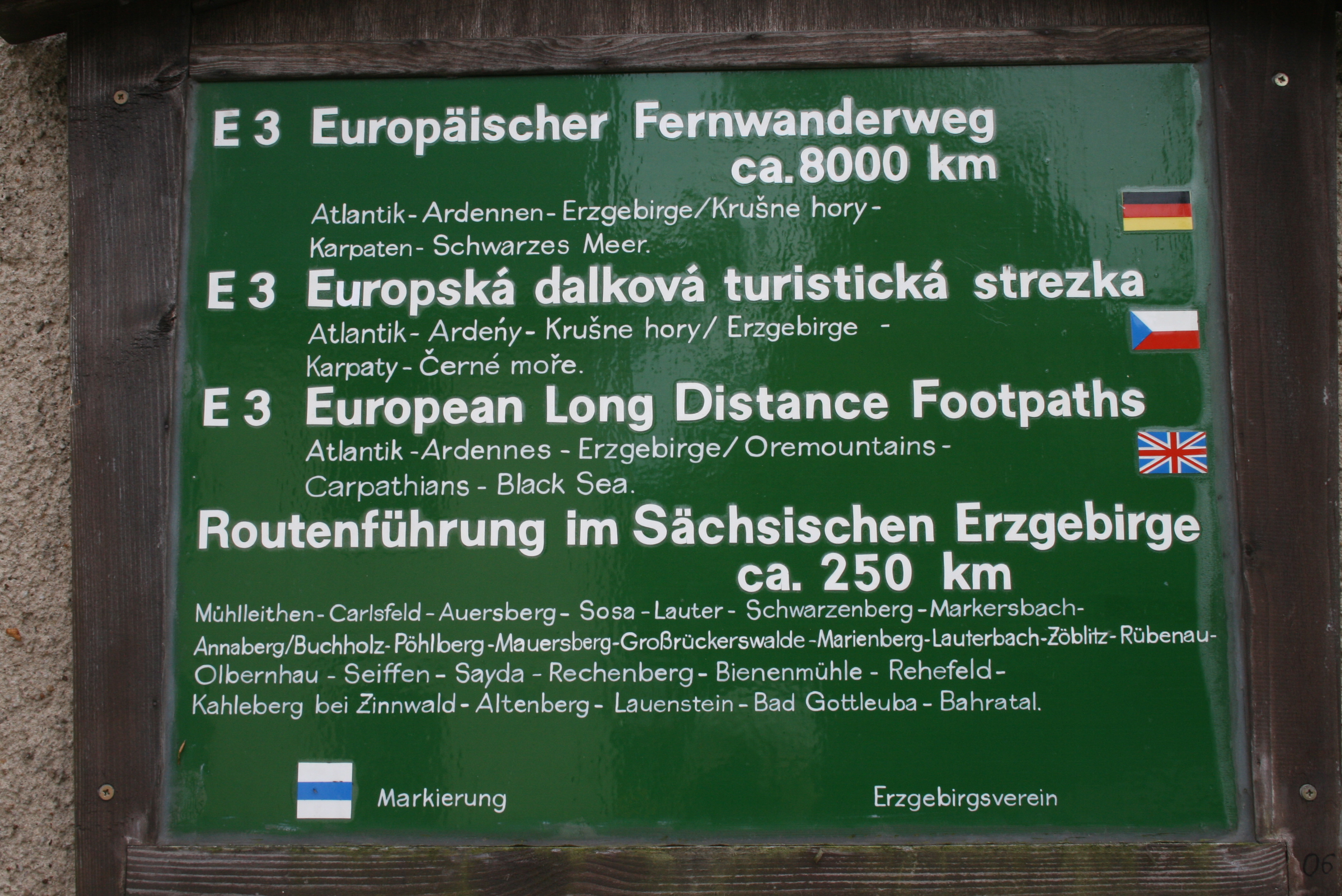
Wegweiser in Jägerhaus

Die 250 Kilometer lange Route im sächsischen Erzgebirge verläuft von Mühlleithen über Carlsfeld, Wildenthal, Auersberg, Sosa, Jägerhaus, Lauter, Schwarzenberg/Erzgeb., Markersbach, Annaberg-Buchholz, Pöhlberg, Mauersberg, Großrückerswalde, Marienberg, Lauterbach, Zöblitz, Rübenau, Olbernhau, Seiffen, Sayda, Rechenberg-Bienenmühle, Rehefeld,  Kahleberg, Altenberg, Lauenstein und Bad Gottleuba bis nach Bahratal.
Zwischen dem Osterzgebirge (etwa Rechenberg-Bienenmühle) und der slowakisch-ungarischen Grenze (bei Satoraljaujhely) folgt der E3 weitgehend der Wegführung des 1983 eingerichteten Internationalen Bergwanderwegs der Freundschaft Eisenach–Budapest.
Der ungarische Abschnitt folgt einem größeren Teilabschnitt des Alföldi Kéktúra zwischen Satoraljaujhely und Nagykereki.
Der rumänische Abschnitt führt über 683 Kilometer von Oradea über die Munții Apuseni und die Munții Banatului bis nach Gura Văii und wird gegenwärtig markiert.
In Serbien kann die Tour zwischen dem Eisernen Tor und Dimitrovgrad ersatzweise auf der Route des E4 fortgesetzt werden.
In Bulgarien führt der Weg als markierter Bergwanderweg Kom–Emine in west-östlicher Richtung von der serbischen Grenze über den Schipkapass und den Nationalpark Zentralbalkan am Kamm des Balkangebirges.
Bisher fehlt eine Markierung des Weges vom Kap Emine an der bulgarischen Schwarzmeerküste bis Istanbul in der Türkei.
Der Weg hat zwischen Santiago de Compostela und Kap Emine eine Gesamtlänge von ungefähr 6950 km.